# 156-та резервна дивізія (Третій Рейх)
156-та резервна дивізія (Третій Рейх) (нім. 156. Reserve-Division) — резервна піхотна дивізія Вермахту за часів Другої світової війни. 1 жовтня 1944 року перетворена на 47-му піхотну дивізію.

## Історія
156-та резервна дивізія сформована 5 жовтня 1942 року шляхом переформування дивізії № 156, що входила до складу сил резервних військ Вермахту в окупованій Франції. Основні сили виконували завдання щодо оборони берегового узбережжя Ла-Маншу, штаб-квартира дивізії перебувала в Ардрі. 1 жовтня 1944 року перетворена на 47-му піхотну дивізію.

## Райони бойових дій
- Бельгія (жовтень 1942 — лютий 1943);
- Франція (лютий — березень 1943);
- Бельгія (березень 1943 — лютий 1944).

## Командування

### Командири
- генерал-лейтенант Ріхард Бальцер (нім. Richard Baltzer) (жовтень 1942 — 8 липня 1943);
- генерал-майор Йоганнес Недтвіг (нім. Johannes Nedtwig) (8 липня — вересень 1943);
- генерал-лейтенант Ріхард Бальцер (вересень — 27 грудня 1943);
- генерал-лейтенант Отто Ельфельдт (нім. Otto Elfeldt) (27 грудня 1943 — лютий 1944).

### Підпорядкованість
| Час      | Корпус      | Армія       | Група армій (округ) | Штаб          |
| -------- | ----------- | ----------- | ------------------- | ------------- |
| 1943     |             |             |                     |               |
| березень | LXXXII-й ак | 15-та армія | Група армій «D»     | Зона Ла-Маншу |
| 1944     |             |             |                     |               |
| січень   | LXXXII-й ак | 15-та армія | Група армій «D»     | Зона Ла-Маншу |

### Склад
| Вересень 1942                           |
| --------------------------------------- |
| 26-й резервний гренадерський полк       |
| 227-й резервний гренадерський полк      |
| 254-й резервний гренадерський полк      |
| 26-й резервний артилерійський дивізіон  |
| 1056-те дивізійне управління постачання |